# 巴耳底利斯
巴耳底利斯（/bɑːrˈdɪlɪs/； 希臘語： 约 前448-358）是伊利里亞地區達爾達尼亞國的國王、開國者與伊利里亞聯盟統帥。
在其治國期間，達爾達尼亞國勢達到巔峰，在伊利里亞數次擊敗馬其頓與摩羅西亞。前383年，位於東南面的馬其頓王阿明塔斯三世被伊利里亞襲擊、流亡在外，後在色薩利的伊阿宋協助下復位。此外他還曾對南面的伊庇魯斯短暫發動攻擊。前359年，馬其頓阿明塔斯三世的次子佩爾狄卡斯三世也死於與伊利里亞人的戰爭中。
從日後搜尋到的相關資料可以得知，巴耳底利斯相當長壽。他於西元前358年去世，可能是與馬其頓國王腓力二世一戰中戰敗身亡，但可以確定他活過90歲或者更長。在此之前，巴耳底利斯為了保有自己的征服的領地而與年輕的馬其頓國王腓力二世達成和平的協議，並將自己的女兒奧妲塔嫁給了腓力二世（奧妲塔是腓力二世的第一個或者第二個王后），腓力二世正是後世為人所知的亞歷山大大帝之父，其軍事才能絲毫不遜自己的兒子，在前358年，腓力二世主動破壞了協議，向達爾達尼亞發動攻擊，而這一場戰役可能使得御駕親征的巴耳底利斯戰死，更造成了達爾達尼亞7000名戰士的傷亡，等同於四分之三的軍力受損，伊利里亞人的土地也被占去了大部分。此後，伊利里亞人儘管趁腓力二世橫死試圖脫離馬其頓掌控，但腓力二世之子亞歷山大三世（大帝）於前335年再次重創伊利里亞人，迫使他們徹底臣服，結束了他們短暫的輝煌。
巴耳底利斯的子女包括腓力二世的妻子奧妲塔，已知的還有兒子克雷塔斯、女兒比爾肯娜。而他的一個孫子（克雷塔斯之子）巴耳底利斯二世、其女兒比爾肯娜之後嫁給了摩羅西亞國王、依庇魯斯統帥皮洛士，成為皮洛士的第四位王后。